# Cesar Bresgen
Cesar Bresgen (ur. 16 października 1913 we Florencji, zm. 7 kwietnia 1988 w Salzburgu) – austriacki kompozytor.

## Życiorys
Ukończył studia przyrodnicze w Monachium, w latach 1930–1936 studiował ponadto w monachijskiej Hochschule für Musik u Emmanuela Gatschera, Josepha Haasa i Gottfrieda Rüdingera. W 1936 roku zdobył nagrodę im. Felixa Mottla w dziedzinie kompozycji. Początkowo pracował w radio monachijskim. W 1939 roku przeprowadził się do Salzburga, gdzie prowadził własną szkołę muzyczną i wykładał w Mozarteum. Podczas II wojny światowej służył na froncie. W 1947 roku wrócił na posadę wykładowcy w Mozarteum. W 1974 roku odznaczony został nagrodą państwową. Opublikował prace Musikalische Dokumentation (Wiedeń 1982) i Die Improvisation in der Musik (Wilhelmshaven 1983).
Pisał utwory sceniczne przeznaczone dla młodzieży, ponadto był autorem oper, baletów, oratoriów, kantat i kompozycji instrumentalnych. W swojej twórczości wykorzystywał elementy tradycji muzycznej oraz folkloru. Wydał zbiory muzyki ludowej z regionu alpejskiego, Czech i Rumunii.

## Wybrane kompozycje
(na podstawie materiałów źródłowych)

### Utwory sceniczne
- singspiel Der Goggolore (1937–1939, niedokończony)
- singspiel Dornröschen (1942)
- opera Paracelsus (1942–1943)
- singspiel komiczny Das Urteil des Paris (1943)
- opera dziecięca Der Igel als Brautigam (1948, wersja zrewid. 1951)
- ludus tragicus Visionen amantis oder Der Wolkensteiner (1951)
- komedia dziecięca Niño fliegt mit Niña (1953)
- opera dziecięca Brüderlein Hund (1953)
- misterium sceniczne Der ewige Arzt (1956)
- opera Ercole (1956)
- baśń muzyczna Der Mann im Mond (1960)
- kantata sceniczna Die alte Lokomotive (1960)
- singspiel dziecięcy Die Schattendiebe oder Ali und der Bilderdiebel (1962)
- pantomima muzyczna Bastian der Faulpelz (1966)
- singspiel Trubloff (1970)
- opera Der Engel von Pra (1978, wersja zrewid. 1985)
- opera Pilatus (1980)
- singspiel Krabat (1982)
- baśń muzyczna Albolina oder der Kampf der Geister um die Morgenrote (1987)

### Utwory instrumentalne
- Koncert kameralny na gitarę i małą orkiestrę (1962)
- Elegia na 12 wiolonczel (1979)
- Ballada na skrzypce, klawesyn i 13 instrumentów smyczkowych (1983)
- Impressioni nella notte na małą orkiestrę (1984)
- Koncert klarnetowy (1986)
- Magnalia Dei na orkiestrę i recytatora (1987)